# حديقة الشر (مسلسل)
 حديقة الشر هو مسلسل مصري، قام في البطولة كل من محمود ياسين وصابرين وكمال أبو رية وأحمد الدمرداش وأحمد زاهر. من إنتاج عام 2000.
تترى بداية ونهاية المسلسل من تلحين الموسيقار ياسر عبد الرحمن